# Vales do Rio
Vales do Rio era una freguesia portuguesa del municipio de Covilhã, distrito de Castelo Branco.

## Historia
Fue constituida por Decreto-Ley de 9 de julio de 1978.
Fue suprimida el 28 de enero de 2013, en aplicación de una resolución de la Asamblea de la República portuguesa promulgada el 16 de enero de 2013 al unirse con la freguesia de Peso, formando la nueva freguesia de Peso e Vales do Rio.